# 容量
容量或容積概括說來，是物件能容納多少空間的量，兩者常不作區分，根据《牛津英語詞典》的解释，容量是用于容器中内容物的度量，以及与该容器形状相同的液体、谷物、类似物的度量。
但在精確定義下，兩詞彙並不相同：
- 容量（capacity）是指在一定条件（如温度、压力）下，將容器裝滿流體物質時，容器内可容纳“物质的数量”（此数量的计量，可为體積、質量、物量）[1]。
- 容積（holding capacity，volume）[2][3]是容器可容纳物质的“内部空间的体积”。

虽然两者均涉及“满载量”，但前者指的是所盛載“流體的最大計量”，而後者指的是“容器的最大容納量”。
容量可說是體積的一個特殊類別。在實際應用中，主要是指各種容器（量杯、量筒、儲藏罐等）的容納量，尤其是對於液體。歐美雖然也有嚴謹的對應詞彙 capacity，但對於量筒、量杯等物體，卻又常以 volume（體積）稱之。
在严格的单位使用上，由于“测量单位”必须对应“测量标的”的性质，两者的单位在本质上亦有所区隔。

## 單位
- 容量的单位：容量使用公制系統（常用公升，非國際標準制的單位）及国际单位制导出单位；欧美亦用英制单位，如及耳、品脱、加仑等。

- 容积的单位：等同于体积的单位（长度单位的立方），使用國際單位制（SI）（常用的標準單位是立方米， m3）。

由此，在公制中，容量单位和容积单位密切相关：“容量1公升”正好是“容积1立方分米”（即 1 L = 1 dm3），该容量相当于边长为 10厘米立方体的容量。反之，1立方米 = 1000公升。

## 中国与西方的容量单位
中國傳統的容量單位為升、斗，多用來量米。亦有成語「升斗市民」，比喻為米飯奔波的小市民。
西方也有很多傳統的容量單位，例如英美體系的液量盎司、品脫、加侖、桶等；其中有一些詞彙同時也是重量單位，需要加以區分。